# Dominica nos Jogos Pan-Americanos de 2019
Dominica competiu nos Jogos Pan-Americanos de 2019 em Lima de 26 de julho a 11 de agosto de 2019. Não conquistou nenhuma medalha.
A equipe do país consistiu em dois atletas (um por gênero) competindo no atletismo. Um total de cinco oficiais e técnicos acompanharam a equipe nos jogos.
Durante a cerimônia de abertura dos jogos, o chefe de missão Brendan Williams foi o porta-bandeira do país na parada das nações.

## Competidores
Abaixo está a lista de competidores (por gênero) participando dos jogos por esporte/disciplina.
| Esporte   | Homens | Mulheres | Total |
| --------- | ------ | -------- | ----- |
| Atletismo | 1      | 1        | 2     |
| Total     | 1      | 1        | 2     |

## Atletismo
Dominica qualificou dois atletas do atletismo (um por gênero). Dillon Simon não registrou nenhum arremesso na computação, portanto não obteve classificação durante a competição de arremesso de peso. Por outro lado, a saltadora tripla Thea LaFond terminou em oitavo com a marca de 13,70 metros, conseguindo o melhor resultado do país nos jogos.
Chave
- Nota– Posições dadas nos eventos de pista são para a fase inteira
- NM = Sem marca

Eventos de campo
| Atleta       | Evento                      | Final     | Final     |
| Atleta       | Evento                      | Distância | Posição   |
| ------------ | --------------------------- | --------- | --------- |
| Dillon Simon | Arremesso de peso masculino | Sem marca | Sem marca |
| Thea LaFond  | Salto triplo feminino       | 13.70     | 8ª        |